# 薩波什尼科夫元帥號驅逐艦
薩波什尼科夫元帥號巡防艦，原為蘇聯海軍無畏級驅逐艦，薩波什尼科夫元帥號於1985年服役，蘇聯解體後由俄羅斯海軍接收，2021年升級工程完工後改編為巡防艦，配屬於太平洋艦隊。

## 艦歷

### 艦名出處
艦名出自蘇聯時代蘇聯元帥鮑里斯·米哈伊洛維奇·沙波什尼科夫（1882-1945）。

### 經歷
1990年8月14日至18日薩波什尼科夫元帥號訪問朝鮮元山港。
1990年薩波什尼科夫元帥號參與從衣索比亞撤離蘇聯公民的行動。
1990年12月15日至1991年8月30日，薩波什尼科夫元帥號在波斯灣地區為參加沙漠風暴行動的多國部隊執行偵察情報提供任務，期間對阿布扎比（1991年4月）和亞丁（1991年6月）進行非正式訪問。
1992年11月25日到1994年4月，薩波什尼科夫元帥號在符拉迪沃斯托克進行大修。
2003年10月，訪問夏威夷珍珠港。
2018年2月16日，薩波什尼科夫元帥號在符拉迪沃斯托克發生火災事故，106名船員全部撤離。
2020年7月10日，被重新歸類為巡防艦的薩波什尼科夫元帥號展開進行升級工程後的海試。

### 舷號變更
- 430（自1986年起）
- 469（自1987年起）
- 555（自1988年起）
- 534（自1990年起）
- 543（自1993年起）

## 資料來源
1. ↑  . TASS. 27 April 2021  [2022-04-16]. （原始内容存档于2022-02-02）.
2. ↑  Voytenko, Mikhail. . FleetMon. 16 February 2018  [16 February 2018]. （原始内容存档于2019-04-12）.
3. ↑  Zvezda TV.  [The frigate "Marshal Shaposhnikov" enters the Sea of Japan for sea trials]. YouTube. 9 July 2020. （原始内容存档于2021-12-15）.
4. ↑   [The new armament of the frigate "Marshal Shaposhnikov"]. Moskovskij Komsomolets. 11 July 2020  [2022-04-17]. （原始内容存档于2022-04-02） （俄语）.

## 外部連結
- 維基新聞相關報導：Russian forces storm oil tanker seized by Somali pirates, crew freed
- . RIA Novosti. 6 May 2010. （原始内容存档于17 October 2012）.